# Società botanica italiana
La Società Botanica Italiana ONLUS è un'organizzazione non a scopo di lucro di carattere scientifico italiana incentrata sulla promozione delle scienze botaniche.
È stata fondata a Firenze nel 1888, città dove ha sede presso il dipartimento di Biologia vegetale dell'Università degli Studi di Firenze.

## Storia
Le radici lontane dell'associazione risalgono ad epoca preunitaria: all'autunno del 1716, il botanico e micologo fiorentino Pier Antonio Micheli promosse la fondazione della Società botanica fiorentina, prima associazione del genere in Europa. L'associazione fiorentina, nel corso della sua vita, conobbe periodi di grande prosperità intervallati a momenti di crisi che infine la condussero, nel 1783, alla confluenza, per decisione del granduca Leopoldo II di Toscana, nell'Accademia dei Georgofili che, dal 1753, deteneva il primato di prima accademia agraria d'Europa.
Il processo che portò alla rinascita di forme associative nel campo della scienza botanica durò più di un secolo. Si concluse solo nel 1888, passando attraverso una serie di tappe, nelle quali un ruolo determinante lo ebbe il botanico palermitano Filippo Parlatore. Si deve a lui la fondazione, nel 1841 dell'Erbario centrale italiano (allora Italico) e nel 1844 del Giornale botanico italiano. 
Nel 1874 si svolsero a Firenze i lavori del primo Congresso botanico internazionale, durante i quali venne delineato il progetto di una società botanica nazionale. Questa venne poi costituita l'8 gennaio del 1888 ad opera di quarantanove tra accademici ed appassionati della materia.
A cavallo tra fine del secolo XIX e anni 1920, la Società giocò un ruolo importante nella fondazione delle prime iniziative di conservazione del patrimonio naturalistico italiano. Tra di esse, nel 1911 la Società incaricò Renato Pampanini di preparare uno studio sulle prospettive del movimento ambientalista e le istanze di conservazione del paesaggio. Lo studio diede impulso a più vaste iniziative, a cui la Società stessa contribuì attivamente, che poi condussero alla costituzione dei primi parchi naturali italiani e alla prima legge per la tutela delle bellezze naturali (legge n. 778/1922).
Nel 2017 la Società contava 1165 soci.

## Disposizioni statutarie
Lo statuto, approvato il 22 gennaio 2004, la definisce come "un'associazione scientifica, costituita da persone interessate a promuovere il progresso e la diffusione della cultura e delle scienze botaniche e delle loro applicazioni", le cui caratteristiche ne fanno una Onlus (organizzazione non lucrativa di utilità sociale).
Ne possono fare parte sia professionisti sia semplici cultori essendo  "aperta a tutti coloro, persone fisiche, enti o istituzioni, che, interessati alla realizzazione delle finalità istituzionali, ne condividono lo spirito e gli ideali".
Per il raggiungimento degli scopi istituzionali è prevista un'articolazione in sezioni regionali e la costituzione di gruppi di interesse scientifico e tecnico operativo.
Dispone di una biblioteca e pubblica regolarmente due periodici:
- Plant Biosystems, già Giornale botanico italiano e
- Italian Botanist già Informatore botanico italiano, bollettino della Società botanica italiana

Nell'ambito delle sue finalità promuove iniziative, convegni e congressi, tra cui quello dell'associazione, giunto, nel 2007, alla centoduesima edizione.
Alla Società botanica italiana fa capo il Gruppo di lavoro per gli orti botanici e i giardini storici (Horti), a cui aderiscono i principali orti botanici italiani.